# ألكسندر يفتييف
ألكسندر يفتييف (بالروسية: Александр Николаевич Евтеев؛ 22 فبراير 1953 - 27 مارس 2021) كان ضابطًا عسكريًا سوفيتيًا ثم روسيًا، فيما بعد شغل عددًا من المناصب في الجيش السوفيتي، ووصل إلى رتبة ملازم أول.